# 莱茵置业
莱茵达置业股份有限公司 （深交所：000558）是中国深圳证券交易所的一家上市公司，主营业务范围为房地产开发与经营业。
2011年，该公司主营业务收入为993312062.79元，公司净利润为61624202.08元，公司总资产为4622233383.51元。